# Vincly
Vincly är en kommun i departementet Pas-de-Calais i regionen Hauts-de-France i norra Frankrike. Kommunen ligger i kantonen Fruges som tillhör arrondissementet Montreuil. År 2022 hade Vincly 149 invånare.

## Befolkningsutveckling
Antalet invånare i kommunen Vincly
| Referens: INSEE |